# ستويان لوكيتش
ستويان لوكيتش (بالسويدية: Stojan Lukic)‏ هو لاعب كرة قدم سويدي في مركز حراسة المرمى، ولد في 28 ديسمبر 1979 في ستوكهولم في السويد. لعب مع نادي آسيريسكا ونادي فالكنبرغ ونادي هالمستاد.

## وصلات خارجية
- ستويان لوكيتش على موقع اتحاد السويد (السويدية)
- ستويان لوكيتش على موقع قاعدة بيانات كرة القدم.إي يو (الإنجليزية)
- ستويان لوكيتش على موقع Soccerway.com (الإنجليزية)